# تاكومي إندوه
تاكومي إندوه (باليابانية: 遠藤 卓実) مواليد 7 يونيو 1984 في اليابان، هو متسابق دراجات نارية ياباني. نافس في سباقات بطولة العالم لفئة 250 سي سي ولفئة 50 سي سي.